# 袁广泉 (歌手)
袁广泉（1992年10月6日—），河南许昌人，中国男中音歌手，国立莫斯科柴可夫斯基音乐学院声乐歌剧表演专业博士。其在俄罗斯留学期间曾多次参加音乐比赛并获奖，博士毕业后回国发展。2019年，作为演唱成员参加湖南卫视综艺节目《声入人心》第二季。

## 早年经历
袁广泉出生在河南省许昌市，从小跟着母亲学习钢琴、声乐，小学期间担任过合唱团成员。到了中学阶段，他开始接受系统性的声乐教育。16岁完成高中会考，前往俄罗斯留学，就读于国立下诺夫哥罗德格林卡音乐学院。
2012年10月，袁广泉参加第十三届伏尔加国际音乐节——“浪漫秋之声”俄罗斯及吉普赛浪漫曲歌唱比赛，获得二等奖。2013年11月，获得加特契纳浪漫曲歌唱比赛三等奖。2014年4月，参加第五届乔治·斯维里多夫国际室内乐歌唱比赛。10月，他在第十五届伏尔加国际音乐节——“浪漫秋之声”俄罗斯及吉普赛浪漫曲歌唱比赛中夺得大奖。11月上旬，获得第一届Meisterwerk国际声乐比赛一等奖；同月30日，参加在楚瓦什共和国国立芭蕾歌剧院举办的第二十四届国际歌剧节音乐会，演唱歌剧《唐·卡洛》选段。12月，获得第十八届国际浪漫曲歌唱比赛二等奖。2015年1月31日，参加在克里姆林宫举办的“浪漫曲之星”音乐会。3月26日，他在古典音乐国际音乐节获颁“俄罗斯民歌最佳表现奖”。2016年1月，于俄罗斯国立艺术图书馆参加“青年表演者”音乐会。
2017年，袁广泉获得国立莫斯科柴可夫斯基音乐学院（莫斯科音乐学院）声乐歌剧表演专业博士学位，并回国发展。他去过多家剧院求职，虽然“总是能进入最终面试，评价也不错”，但最后却没被录用。至于求职失败的原因，袁广泉分析指，这缘于他较早出国留学，期间接受的声乐和语言训练均为外语，以致中文歌曲演唱成为他的短板。这段时间内，他在家乡创办工作室，给亲戚、朋友家的孩子上课。同时，他没有足够的机会登台演唱拿手曲目和表演歌剧，更多情况下是演唱一些自己不熟悉、不在行的歌曲。

## 演艺经历
2019年6月，袁广泉以男中音演唱成员身份参与录制湖南卫视美声偶像男团竞演养成类真人秀节目《声入人心》第二季。在其他成员的建议之下，他通过中文绕口令的方式提升中文歌曲演唱水平。9月12日，他和徐均朔、郑棋元等成员共同出演《红旗飘飘》歌曲MV，献礼中华人民共和国成立70周年；16日，随部分成员走访光明日报社，举办“歌声飘过七十年”联谊分享会；27日，于国家大剧院参与“全球华人音乐会”演出。10月，先后参与“唱响70年·我喜爱的湖南金曲”专场音乐会、“歌唱祖国·一首歌一座城歌唱盛典”、“海尚音乐走廊”印象系列音乐会演出。11月24日晚，于广州大剧院参与“我爱你，中国——廖昌永和他梅溪湖男孩们的音乐会”演出。11月30日，出席《嗨唱转起来》广州见面会，演唱《喀秋莎》《彩云追月》。12月上旬，参加《声入人心》第二季音乐会全国巡演。
2020年1月，袁广泉担任“湖南卫视，温暖同行”活动志愿者。5月3日，于南山流行音乐节演出。9月26日，于黄河数字音乐节演出。10月5日至6日，于长沙音乐厅举办“‘泉’新启程——青年男中音袁广泉独唱音乐会”“‘不停’——袁广泉生日见面会”。11月15日，参与“2020长三角公益盛典暨第四届上海青年公益音乐会”演出。11月21日，于上海大宁剧院举办“可以入住的梦”独唱音乐会上海场。11月30日，参与“第二届中国—东盟电视周开幕式暨中国—东盟优秀传播案例发布典礼”演出，演唱《白桦林》。12月24日，于鞍山大剧院举办“可以入住的梦”独唱音乐会鞍山场。
2021年1月16日，袁广泉于义乌文化广场剧院举办“可以入住的梦”独唱音乐会义乌场。4月10日至6月12日，先后参加“少年吟——古典与流行音乐会”佛山站、南京站、厦门站巡演。5月3日，参与的“我将青春献给你——《理想照耀中国》《百炼成钢》开播特别节目”于湖南卫视播出。5月8日，参与的“第41届全国最佳邮票评选颁奖大会”演出于上海都市频道播出。5月24日，再次参与南山流行音乐节演出。9月15日，参与“一带一路”·长城国际民间文化艺术节大型开幕演出。9月31日，参与原创音乐剧《青春那年》洛阳试演。10月6日，于北京明星基地举办“‘泉’糖加冰——袁广泉生日会”。11月13日，于莲花山草地音乐节“赞美祖国”交响音乐会演出。11月14日、16日，先后参加“乐随声动——黑白双子跨界融合音乐会”赣州站、武汉站巡演。12月11日，于阜阳大剧院参与“东方有佳音”音乐会演出。12月24日，于北京音乐厅参与“维也纳之声——2022年北京新年音乐会”演出，演唱《莫斯科郊外的晚上》。
2022年2月2日，在《中国梦·我的梦——2022中国网络视听年度盛典》中参与演唱《领航》，该节目于多家重点网络视听平台播出。

## 音乐作品

### 个人音乐会
| 音乐会系列   | 演出日期       | 演出地点 |
| ------------ | -------------- | -------- |
| “泉”新启程   | 2020年10月5日  | 长沙     |
| 可以入住的梦 | 2020年11月21日 | 上海     |
| 可以入住的梦 | 2020年12月24日 | 鞍山     |
| 可以入住的梦 | 2021年1月16日  | 义乌     |

### 音乐剧
| 首演年份 | 剧名         | 角色   |
| -------- | ------------ | ------ |
| 2021年   | 《青春那年》 | 焦裕禄 |

### 单曲
| 年份   | 名称                                                                               | 备注                                                               |
| ------ | ---------------------------------------------------------------------------------- | ------------------------------------------------------------------ |
| 2019年 | 《光鸣岛》 （合作演唱者：GMI36其余成员）                                           | 《声入人心》第二季主题曲                                           |
| 2019年 | 《我相信，于是我坚持》 （合作演唱者：刘岩、周奇、扎西顿珠、何宜霖、GMI20其余成员） | 《声入人心》第二季年度声乐大赏·未登台成员表演曲目 选自音乐剧《蝶》 |
| 2021年 | 《生生不息》 （合作演唱者：高杨）                                                  | 《中国青年报》《中国经济导报》联合发布                             |

## 电视节目

### 《声入人心》第二季
| 播放频道 | 赛程               | 播放日期      | 演出曲目及原唱                           | 结果及备注   |
| -------- | ------------------ | ------------- | ---------------------------------------- | ------------ |
| 湖南卫视 | 试唱               | 2019年7月19日 | 《》 / 塔马拉·采伊特利                   | 替补         |
| 湖南卫视 | 重唱公演（第一场） | 2019年8月2日  | 《莫斯科郊外的晚上》 / 弗拉基米尔·特罗申 | 替补         |
| 湖南卫视 | 特别公演（第一场） | 2019年8月30日 | 《桑塔露琪娅》 / （那不勒斯民歌）        | 替补         |
| 湖南卫视 | 特别公演（第三场） | 2019年9月13日 | 《Writing's on the Wall》 /              | 首席         |
| 湖南卫视 | 特别公演（第四场） | 2019年9月20日 | 《彩云追月》 / 爱戴                      | 首席展示舞台 |
| 湖南卫视 | 特别公演（第五场） | 2019年9月27日 | 《心恋》 / 崔萍                          | 获得4人支持  |
| 湖南卫视 | 特别公演（第五场） | 2019年9月27日 | 《》 / （俄罗斯民歌）                    | 替补         |
| 湖南卫视 | 年度声乐大赏       | 2019年10月4日 | 《》 / 雷纳托·佐罗                       | 替补         |
| 湖南卫视 | 年度声乐大赏       | 2019年10月4日 | 《喀秋莎》 / 丽基雅·鲁斯兰诺娃           | 替补         |

### 其他
| 播放频道 | 节目名称                 | 播放日期      | 演出曲目             | 备注                     |
| -------- | ------------------------ | ------------- | -------------------- | ------------------------ |
| CCTV-15  | 《音乐公开课》           | 2021年2月15日 | 《今宵多珍重》       | 与女高音歌唱家孙媛媛合作 |
| CCTV-15  | 《音乐公开课》           | 2021年5月25日 | 《莫斯科郊外的晚上》 | 与女高音歌唱家赵云红合作 |
| CCTV-15  | 《音乐公开课》           | 2021年5月25日 | 《白桦林》           |                          |
| CCTV-15  | 《音乐公开课》           | 2021年6月29日 | 《她真漂亮》         |                          |
| CCTV-3   | 《我的艺术清单》         | 2021年11月4日 | 《莫斯科郊外的晚上》 | 与女高音歌唱家赵云红合作 |
| CCTV-15  | 《新春的交响——西部畅想》 | 2022年2月2日  | 《竹石》             | 与高杨、何亮辰合作       |

## 荣誉及奖项
| 年份   | 颁发单位                                                           | 荣誉／奖项           | 备注   |
| ------ | ------------------------------------------------------------------ | -------------------- | ------ |
| 2012年 | 第十三届伏尔加国际音乐节——“浪漫秋之声”俄罗斯及吉普赛浪漫曲歌唱比赛 | 二等奖               | [ 5 ]  |
| 2013年 | 加特契纳浪漫曲歌唱比赛                                             | 三等奖               | [ 6 ]  |
| 2014年 | 第十五届伏尔加国际音乐节——“浪漫秋之声”俄罗斯及吉普赛浪漫曲歌唱比赛 | 大奖                 | [ 8 ]  |
| 2014年 | 第一届Meisterwerk国际声乐比赛                                      | 一等奖               | [ 9 ]  |
| 2014年 | 第十八届国际浪漫曲歌唱比赛                                         | 二等奖               | [ 11 ] |
| 2015年 | 古典音乐国际音乐节                                                 | 俄罗斯民歌最佳表现奖 | [ 13 ] |